# 滋岳川人
滋岳 川人（しげおか の かわひと）は、平安時代前期の貴族・陰陽家。氏姓は刀岐直のち滋岳朝臣。官位は従五位上・陰陽頭。

## 出自
刀岐氏（刀岐直）の出自は明らかでないが、但馬国二方郡刀岐郷（現在の兵庫県美方郡新温泉町）に由来する一族と考えられる。また直姓であることから、二方国造の一族とも考えられる。

## 経歴
仁寿4年（854年）一族の上総少目・刀岐雄貞らと同時に刀岐直から滋岳朝臣に改姓する（この時の官位は正六位上・陰陽権允兼陰陽博士）。その後も文徳朝から清和朝にかけて20年以上の長きに亘って陰陽博士として陰陽道をもって朝廷に仕え、天安元年（857年）陰陽権助、のち陰陽頭にまで昇った。陰陽家として、以下の活動が記録に残っている。
- 天安2年（858年）大納言・安倍安仁らと共に、山城国葛野郡田邑郷真原岡（現在の京都市右京区太秦三尾町付近）を文徳天皇陵の地に定めた[2]。
- 貞観元年（859年）備後介・藤原山蔭と共に大和国吉野郡高山に派遣され、五穀への虫害を避けるために董仲舒の祭法を用いて祭礼を修した[3]。
- 貞観5年（863年）陰陽師を率いて大和国吉野郡高山に赴き、虫害を避けるために祭礼を修した[4]。

こののち、旱魃と飢饉が発生した貞観8年（866年）にも高山祭への遣使が行われているが、この時にも陰陽博士を務めていた川人が高山祭に奉仕していた可能性が高く、高山祭成立期における川人の存在の大きさが窺われる。
この間、斉衡2年（855年）外従五位下、貞観元年（859年）従五位下に叙される。のち、貞観3年（862年）播磨権大掾、貞観7年（865年）播磨権介、貞観16年（874年）安芸権介と清和朝では地方官も兼帯した。
貞観16年（874年）5月27日卒去。最終官位は従五位上陰陽頭兼陰陽博士安芸権介。

## 人物
平安時代初期までの陰陽寮では中国由来の漢籍に基づき技術の習得や職務の遂行が行われていたところ、9世紀後半になると日本独自の陰陽道書籍が現れるようになったが、その中でも滋岳川人は多くの著作を残した先駆けの存在として知られている。『世要動静経』『指掌宿曜経』『滋川新術遁甲書』『金匱新注』などの著書があったとされ、いずれも散逸し現存しないが、後代の陰陽道関係の典籍には、川人の著作からの引用がしばしばみられ、以降の陰陽道へ与えた影響は大きい。9世紀後半を日本独自の陰陽道の成立期とみる山下克明は川人を「陰陽道成立の流れを切り拓いた人物」であるとして、陰陽道の歴史における川人の役割を評価している。
また、平安時代末期に成立した『今昔物語集』では、文徳天皇陵の設置地の選定が発端となり地神の追跡をうけるも、呪を唱えて逃れたとの逸話があることから、後世にわたり有名な陰陽師として知られたことが窺われる。

## 官歴
『六国史』による。
- 時期不詳：正六位上。陰陽権允兼陰陽博士
- 仁寿4年（854年） 9月5日：刀岐直から滋岳朝臣に改姓
- 斉衡2年（855年） 正月7日：外従五位下
- 天安元年（857年） 12月9日：陰陽権助、陰陽博士如元
- 貞観元年（859年） 11月19日：従五位下（内位）
- 貞観3年（862年） 正月13日：兼播磨権大掾
- 貞観7年（865年） 正月27日：兼播磨権介
- 貞観8年（866年） 12月29日：次侍従
- 時期不詳：従五位上。陰陽頭
- 貞観16年（874年） 正月15日：兼安芸権介。5月27日：卒去（従五位上行陰陽頭兼陰陽博士安芸権介）